# 2015–2016-os UEFA-bajnokok ligája (selejtezők)
A 2015–2016-os UEFA-bajnokok ligája selejtezőit négy fordulóban bonyolították le 2015. június 30. és augusztus 26. között. A rájátszás párosításainak győztesei jutottak be a 2015–2016-os UEFA-bajnokok ligája csoportkörébe.

## Fordulók és időpontok
| Forduló         | Sorsolás dátuma    | 1. mérkőzés               | 2. mérkőzés            |
| --------------- | ------------------ | ------------------------- | ---------------------- |
| 1. selejtezőkör | 2015. június 22.   | 2015. június 30–július 1. | 2015. július 7–8.      |
| 2. selejtezőkör | 2015. június 22.   | 2015. július 14–15.       | 2015. július 21–22.    |
| 3. selejtezőkör | 2015. július 17.   | 2015. július 28–29.       | 2015. augusztus 4–5.   |
| Rájátszás       | 2015. augusztus 7. | 2015. augusztus 18–19.    | 2015. augusztus 25–26. |

Az időpontok közép-európai idő/közép-európai nyári idő szerint értendők.

## 1. selejtezőkör
Az első selejtezőkörben 8 csapat játszott a továbbjutásért, melyet a 47–54.-ig helyen rangsorolt országok bajnokai képviseltek. Sorsolás előtt a csapatok UEFA-együtthatója alapján sorba rendezték a résztvevőket, majd minden kiemelthez egy-egy kiemelés nélkülit párosítottak.
| Kiemelt                                          | Nem kiemelt                                     |
| ------------------------------------------------ | ----------------------------------------------- |
| The New Saints FC Levadia Pjunik FC Santa Coloma | Crusaders B36 Tórshavn Lincoln Red Imps Folgore |

### 1. selejtezőkör, párosítások
| 1. csapat        | Össz.Tooltip Aggregate score | 2. csapat       | 1. mérk. | 2. mérk. |
| ---------------- | ---------------------------- | --------------- | -------- | -------- |
| Lincoln Red Imps | 2–1                          | FC Santa Coloma | 0–0      | 2–1      |
| Crusaders        | 1–1 (i.g.)                   | FC Levadia      | 0–0      | 1–1      |
| Pjunik           | 4–2                          | Folgore         | 2–1      | 2–1      |
| B36 Tórshavn     | 2–6                          | The New Saints  | 1–2      | 1–4      |

### 1. selejtezőkör, 1. mérkőzések
| 2015. június 30. 18:00 |

| Pjunik                    | 2–1               | Folgore    |
| ------------------------- | ----------------- | ---------- |
| Satumyan 45+2' Romero 48' | (1–0) Jegyzőkönyv | Hirsch 71' |

| Vazgen Sargsyan Republican Stadium, Jereván Játékvezető: Dimitrios Massias (ciprusi) |

| 2015. június 30. 20:00 |

| Lincoln Red Imps | 0–0         | FC Santa Coloma |
| ---------------- | ----------- | --------------- |
|                  | Jegyzőkönyv |                 |

| Victoria Stadium, Gibraltár Játékvezető: Johnny Casanova (San Marinó-i) |

| 2015. július 1. 20:45 |

| Crusaders | 0–0         | FC Levadia |
| --------- | ----------- | ---------- |
|           | Jegyzőkönyv |            |

| Seaview, Belfast Játékvezető: Þorvaldur Árnason (izlandi) |

| 2015. július 1. 20:00 |

| B36 Tórshavn    | 1–2               | The New Saints       |
| --------------- | ----------------- | -------------------- |
| H. Samuelsen 7' | (1–1) Jegyzőkönyv | Quigley 9' Wilde 90' |

| Játékvezető: Sven Bindels (luxemburgi) |

### 1. selejtezőkör, 2. mérkőzések
| 2015. július 7. 18:00 |

| FC Levadia | 1–1               | Crusaders  |
| ---------- | ----------------- | ---------- |
| Luts 22'   | (1–1) Jegyzőkönyv | Carvill 4' |

| A. Le Coq Arena, Tallinn Játékvezető: Giorgi Kruashvili (grúz) |

| 2015. július 7. 20:00 |

| FC Santa Coloma | 1–2               | Lincoln Red Imps           |
| --------------- | ----------------- | -------------------------- |
| Lima 44'        | (1–0) Jegyzőkönyv | Bardon 48' L. Casciaro 64' |

| Estadi Comunal d’Andorra la Vella, Andorra la Vella Játékvezető: Roomer Tarajev (észt) |

| 2015. július 7. 20:00 |

| The New Saints                 | 4–1               | B36 Tórshavn     |
| ------------------------------ | ----------------- | ---------------- |
| Wilde 15' 27' 47' Williams 89' | (2–0) Jegyzőkönyv | Cieślewicz 90+1' |

| Park Hall, Oswestry Játékvezető: Ville Nevalainen (finn) |

| 2015. július 7. 20:30 |

| Folgore    | 1–2               | Pjunik                          |
| ---------- | ----------------- | ------------------------------- |
| Traini 65' | (0–2) Jegyzőkönyv | K. Hovhannisyan 6' Satumyan 41' |

| Olimpiai Stadion, Serravalle Játékvezető: Ignasi Villamayor Rozados (andorrai) |

## 2. selejtezőkör
Az első selejtezőkör négy továbbjutójához a 16–46.-ig rangsorolt nemzeti labdarúgó-bajnokságok győztes csapatai csatlakoztak (Liechtensteint kivéve). Sorsoláskor a csapatok aktuális UEFA-együtthatója alapján sorba rendezték a résztvevőket, földrajzi elhelyezkedésük alapján három csoportba sorolták, majd a csoportokon belül minden kiemelthez egy-egy kiemelés nélkülit párosítottak.
| 1. csoport                                            | 1. csoport                                              | 2. csoport                                                | 2. csoport                                                                        | 3. csoport                                                                          | 3. csoport                                                                    |
| Kiemelt                                               | Nem kiemelt                                             | Kiemelt                                                   | Nem kiemelt                                                                       | Kiemelt                                                                             | Nem kiemelt                                                                   |
| ----------------------------------------------------- | ------------------------------------------------------- | --------------------------------------------------------- | --------------------------------------------------------------------------------- | ----------------------------------------------------------------------------------- | ----------------------------------------------------------------------------- |
| APÓEL NK Maribor Makkabi Tel-Aviv Lech Poznań Qarabağ | FK Sarajevo Asztana FK Rudar Pljevlja Vardar Hibernians | Celtic BATE Bariszav Malmö FF HJK Molde FK FC Midtjylland | FK Ventspils Žalgiris Vilnius Pjunik (T) Stjarnan Lincoln Red Imps (T) Dundalk FC | Steaua București Ludogorec Razgrad Dinamo Zagreb Partizan Videoton Skënderbeu Korçë | The New Saints (T) Dila Gori FK Trenčín Crusaders (T) Milsami Orhei Fola Esch |

Jegyzetek
- T: Az 1. selejtezőkörből továbbjutott csapat, a sorsoláskor nem volt ismert.
- A dőlt betűvel írt csapatok az 1. selejtezőkörben egy magasabb együtthatóval rendelkező csapat ellen győztek, és az ellenfél együtthatóját hozták magukkal.

### 2. selejtezőkör, párosítások
| 1. csapat         | Össz.Tooltip Aggregate score | 2. csapat        | 1. mérk. | 2. mérk.   |
| ----------------- | ---------------------------- | ---------------- | -------- | ---------- |
| Hibernians        | 3–6                          | Makkabi Tel-Aviv | 2–1      | 1–5        |
| APÓEL             | 1–1 (i.g.)                   | Vardar           | 0–0      | 1–1        |
| Qarabağ           | 1–0                          | Rudar Pljevlja   | 0–0      | 1–0        |
| FK Sarajevo       | 0–3                          | Lech Poznań      | 0–2      | 0–1        |
| NK Maribor        | 2–3                          | Asztana FK       | 1–0      | 1–3        |
| BATE Bariszav     | 2–1                          | Dundalk FC       | 2–1      | 0–0        |
| FK Ventspils      | 1–4                          | HJK              | 1–3      | 0–1        |
| FC Midtjylland    | 3–0                          | Lincoln Red Imps | 1–0      | 2–0        |
| Molde FK          | 5–1                          | Pjunik           | 5–0      | 0–1        |
| Malmö FF          | 1–0                          | Žalgiris         | 0–0      | 1–0        |
| Celtic            | 6–1                          | Stjarnan         | 2–0      | 4–1        |
| FK Trenčín        | 3–4                          | Steaua București | 0–2      | 3–2        |
| Partizan          | 3–0                          | Dila Gori        | 1–0      | 2–0        |
| Ludogorec Razgrad | 1–3                          | Milsami Orhei    | 0–1      | 1–2        |
| Dinamo Zagreb     | 3–1                          | Fola Esch        | 1–1      | 2–0        |
| Skënderbeu Korçë  | 6–4                          | Crusaders        | 4–1      | 2–3        |
| The New Saints    | 1–2                          | Videoton         | 0–1      | 1–1 (h.u.) |

1. 1 2  A sorsoláshoz képest a pályaválasztói jogot felcserélték.

### 2. selejtezőkör, 1. mérkőzések
| 2015. július 14. 17:30 |

| FK Ventspils | 1–3               | HJK                                           |
| ------------ | ----------------- | --------------------------------------------- |
| Jemeļins 63' | (0–0) Jegyzőkönyv | Zeneli 75' (11-esből) Jallow 86' Tanaka 90+2' |

| Ventspils Olimpiskais Stadions, Ventspils Játékvezető: Jakob Kehlet (dán) |

| 2015. július 14. 19:00 |

| APÓEL | 0–0         | Vardar |
| ----- | ----------- | ------ |
|       | Jegyzőkönyv |        |

| GSZP Stadion, Nicosia Játékvezető: Aliyar Aghayev (azeri) |

| 2015. július 14. 19:30 |

| FC Midtjylland | 1–0               | Lincoln Red Imps |
| -------------- | ----------------- | ---------------- |
| Rasmussen 33'  | (1–0) Jegyzőkönyv |                  |

| MCH Arena, Herning Játékvezető: Alan Mario Sant (máltai) |

| 2015. július 14. 19:45 |

| Ludogorec Razgrad | 0–1               | Milsami Orhei |
| ----------------- | ----------------- | ------------- |
|                   | (0–1) Jegyzőkönyv | Antoniuc 41'  |

| Ludogorets Arena, Razgrad Játékvezető: Antti Munukka (finn) |

| 2015. július 14. 20:00 |

| Hibernians            | 2–1               | Makkabi Tel-Aviv |
| --------------------- | ----------------- | ---------------- |
| Jorginho 74' Lima 85' | (0–1) Jegyzőkönyv | Igiebor 22'      |

| Hibernians Ground, Paola Játékvezető: Szergej Lapocskin (orosz) |

| 2015. július 14. 20:00 |

| Molde FK                                           | 5–0               | Pjunik |
| -------------------------------------------------- | ----------------- | ------ |
| Elyounoussi 35' 44' Kamara 84' 90+2' Moström 90+5' | (2–0) Jegyzőkönyv |        |

| Aker Stadion, Molde Játékvezető: Pavle Radovanović (montenegrói) |

| 2015. július 14. 20:00 |

| Skënderbeu Korçë                      | 4–1               | Crusaders |
| ------------------------------------- | ----------------- | --------- |
| Nimaga 15' Salihi 34' 83' Berisha 76' | (2–0) Jegyzőkönyv | Owens 48' |

| Skënderbeu Stadium, Korçë Játékvezető: Alexander Harkam (osztrák) |

| 2015. július 14. 20:00 |

| The New Saints | 0–1               | Videoton    |
| -------------- | ----------------- | ----------- |
|                | (0–0) Jegyzőkönyv | Gyurcsó 77' |

| Park Hall, Oswestry Játékvezető: Ján Valášek (szlovák) |

| 2015. július 14. 20:30 |

| NK Maribor | 1–0               | Asztana FK |
| ---------- | ----------------- | ---------- |
| Šuler 5'   | (1–0) Jegyzőkönyv |            |

| Stadion Ljudski vrt, Maribor Játékvezető: Carlos del Cerro Grande (spanyol) |

| 2015. július 14. 20:30 |

| FK Trenčín | 0–2               | Steaua București        |
| ---------- | ----------------- | ----------------------- |
|            | (0–0) Jegyzőkönyv | Stanciu 63' Hamroun 70' |

| Štadión pod Dubňom, Zsolna Játékvezető: Alejandro Hernández Hernández (spanyol) |

| 2015. július 14. 20:45 |

| Partizan    | 1–0               | Dila Gori |
| ----------- | ----------------- | --------- |
| Babović 83' | (0–0) Jegyzőkönyv |           |

| Partizan Stadion, Belgrád Játékvezető: Bastian Dankert (német) |

| 2015. július 14. 21:00 |

| FK Sarajevo | 0–2               | Lech Poznań                 |
| ----------- | ----------------- | --------------------------- |
|             | (0–1) Jegyzőkönyv | Hämäläinen 40' Thomalla 62' |

| Asim Ferhatović Hase Stadion, Szarajevó Játékvezető: Paolo Valeri (olasz) |

| 2015. július 15. 18:30 |

| Qarabağ | 0–0         | Rudar Pljevlja |
| ------- | ----------- | -------------- |
|         | Jegyzőkönyv |                |

| Tofiq Bahramov Republican Stadium, Baku Játékvezető: Sebastian Colțescu (román) |

| 2015. július 15. 19:00 |

| Malmö FF | 0–0         | Žalgiris Vilnius |
| -------- | ----------- | ---------------- |
|          | Jegyzőkönyv |                  |

| Swedbank Stadion, Malmö Játékvezető: Eitan Shemeulevitch (izraeli) |

| 2015. július 15. 19:30 |

| BATE Bariszav                | 2–1               | Dundalk FC   |
| ---------------------------- | ----------------- | ------------ |
| Karnitsky 11' Yablonskiy 38' | (2–1) Jegyzőkönyv | McMillan 32' |

| Borisov Arena, Bariszav Játékvezető: Vlado Glođović (szerb) |

| 2015. július 15. 20:45 |

| Celtic                  | 2–0               | Stjarnan |
| ----------------------- | ----------------- | -------- |
| Boyata 44' Johansen 56' | (1–0) Jegyzőkönyv |          |

| Celtic Park, Glasgow Játékvezető: Daniel Siebert (német) |

| 2015. július 15. 21:00 |

| Dinamo Zagreb | 1–1               | Fola Esch |
| ------------- | ----------------- | --------- |
| Henríquez 36' | (1–1) Jegyzőkönyv | Hadji 25' |

| Maksimir Stadion, Zágráb Játékvezető: Neil Doyle (ír) |

### 2. selejtezőkör, 2. mérkőzések
| 2015. július 21. 14:30 |

| Dila Gori | 0–2               | Partizan                 |
| --------- | ----------------- | ------------------------ |
|           | (0–1) Jegyzőkönyv | Brašanac 37' Oumarou 64' |

| Tengiz Burjanadze Stadion, Gori Játékvezető: Daniel Stefanski (lengyel) |

| 2015. július 21. 16:00 |

| Pjunik      | 1–0               | Molde FK |
| ----------- | ----------------- | -------- |
| Badoyan 75' | (0–0) Jegyzőkönyv |          |

| Vazgen Sargsyan Republican Stadium, Jereván Játékvezető: Anatoliy Abdula (ukrán) |

| 2015. július 21. 17:00 |

| Milsami Orhei         | 2–1               | Ludogorec Razgrad |
| --------------------- | ----------------- | ----------------- |
| Andronic 26' Racu 89' | (1–1) Jegyzőkönyv | Wanderson 25'     |

| CSR Orhei, Orhei Játékvezető: Svein-Erik Edvartsen (norvég) |

| 2015. július 21. 18:00 |

| HJK          | 1–0               | FK Ventspils |
| ------------ | ----------------- | ------------ |
| Havenaar 83' | (0–0) Jegyzőkönyv |              |

| Sonera Stadium, Helsinki Játékvezető: Andreas Ekberg (svéd) |

| 2015. július 21. 19:30 |

| Makkabi Tel-Aviv                                                           | 5–1               | Hibernians |
| -------------------------------------------------------------------------- | ----------------- | ---------- |
| Jorginho 32' (öngól) Zahavi 58' (11-esből) 90' Ben Haim II 61' Igiebor 82' | (1–0) Jegyzőkönyv | Soares 52' |

| Bloomfield Stadion, Tel-Aviv Játékvezető: Andris Treimanis (lett) |

| 2015. július 21. 20:00 |

| Vardar            | 1–1               | APÓEL           |
| ----------------- | ----------------- | --------------- |
| Ljamchevski 90+4' | (0–0) Jegyzőkönyv | De Vincenti 60' |

| Philip II Arena, Szkopje Játékvezető: Davide Massa (olasz) |

| 2015. július 21. 20:00 |

| Lincoln Red Imps | 0–2               | FC Midtjylland        |
| ---------------- | ----------------- | --------------------- |
|                  | (0–1) Jegyzőkönyv | Pušić 44' Duelund 89' |

| Victoria Stadium, Gibraltár Játékvezető: Hugo Miguel (portugál) |

| 2015. július 21. 20:10 |

| Žalgiris Vilnius | 0–1               | Malmö FF       |
| ---------------- | ----------------- | -------------- |
|                  | (0–0) Jegyzőkönyv | Tinnerholm 55' |

| LFF Stadium, Vilnius Játékvezető: Benoît Bastien (francia) |

| 2015. július 21. 20:45 |

| Crusaders                               | 3–2               | Skënderbeu Korçë       |
| --------------------------------------- | ----------------- | ---------------------- |
| O'Flynn 50' Snoddy 90+2' Mitchell 90+3' | (0–0) Jegyzőkönyv | Berisha 69' Latifi 77' |

| Seaview, Belfast Játékvezető: Christos Nicolaides (ciprusi) |

| 2015. július 22. 16:00 |

| Asztana FK                           | 3–1               | NK Maribor   |
| ------------------------------------ | ----------------- | ------------ |
| Dzholchiev 12' Cañas 43' Twumasi 58' | (2–1) Jegyzőkönyv | Rajčević 39' |

| Asztana Arena, Asztana Játékvezető: Adrien Jaccottet (svájci) |

| 2015. július 22. 20:00 |

| Fola Esch | 0–3               | Dinamo Zagreb         |
| --------- | ----------------- | --------------------- |
|           | (0–2) Jegyzőkönyv | Pjaca 29' 40' Rog 75' |

| Stade Josy Barthel, Luxembourg Játékvezető: Siarhei Tsynkevich (fehérorosz) |

| 2015. július 22. 20:30 |

| Steaua București               | 2–3               | FK Trenčín              |
| ------------------------------ | ----------------- | ----------------------- |
| Muniru 57' Tadé 60' (11-esből) | (0–2) Jegyzőkönyv | Wesley 13' 84' Bero 21' |

| Arena Națională, Bukarest Játékvezető: Paweł Raczkowski (lengyel) |

| 2015. július 22. 20:30 |

| Videoton     | 1–1 (h. u.)                 | The New Saints |
| ------------ | --------------------------- | -------------- |
| Gyurcsó 107' | (0–0, 0–1, 0–1) Jegyzőkönyv | Williams 78'   |

| Sóstói Stadion, Székesfehérvár Játékvezető: Nerijus Dunauskas (litván) |

| 2015. július 22. 20:45 |

| Rudar Pljevlja | 0–1               | Qarabağ      |
| -------------- | ----------------- | ------------ |
|                | (0–0) Jegyzőkönyv | Reynaldo 57' |

| Stadion pod Malim Brdom, Petrovac Játékvezető: Georgi Kabakov (bolgár) |

| 2015. július 22. 20:45 |

| Lech Poznań | 1–0               | FK Sarajevo |
| ----------- | ----------------- | ----------- |
| Douglas 6'  | (1–0) Jegyzőkönyv |             |

| INEA Stadion, Poznań Játékvezető: Kevin Clancy (skót) |

| 2015. július 22. 20:45 |

| Dundalk FC | 0–0         | BATE Bariszav |
| ---------- | ----------- | ------------- |
|            | Jegyzőkönyv |               |

| Oriel Park, Dundalk Játékvezető: Stavros Tritsonis (görög) |

| 2015. július 22. 21:15 |

| Stjarnan  | 1–4               | Celtic                                              |
| --------- | ----------------- | --------------------------------------------------- |
| Finsen 7' | (1–1) Jegyzőkönyv | Bitton 33' Mulgrew 49' Griffiths 88' Johansen 90+3' |

| Stjörnuvöllur, Garðabær Játékvezető: Jonathan Lardot (belga) |

## 3. selejtezőkör
Ez a selejtezőkör két ágon zajlott, mely a bajnokcsapatoknak rendezett, valamint a bajnoki helyezés alapján induló csapatok selejtezőjéből állt. A párosítások győztesei a következő körbe léptek, míg a vesztes csapatok a 2015–2016-os Európa-liga rájátszásában folytatták.
A bajnoki ágon a második selejtezőkör 17 továbbjutójához a 13–15.-ig rangsorolt nemzeti labdarúgó-bajnokságok győztes csapatai csatlakoztak. A bajnoki helyezés alapján részt vevő csapatok selejtezőkörében a 7–15. helyig rangsorolt nemzeti labdarúgó-bajnokságok ezüstérmes csapatai, illetve a 6. helyen rangsorolt bajnokság bronzérmes csapata indulhatott.
Sorsolás előtt a csapatokra vonatkoztatott UEFA-együttható alapján sorba rendezték a résztvevőket, majd minden kiemelt csapathoz egy-egy kiemelés nélkülit párosítottak.
| Bajnokcsapatok                                                            | Bajnokcsapatok                                                        | Bajnokcsapatok                                                                 | Bajnokcsapatok                                                                 | Bajnoki helyezés alapján részt vevő csapatok           | Bajnoki helyezés alapján részt vevő csapatok                    |
| 1. csoport                                                                | 1. csoport                                                            | 2. csoport                                                                     | 2. csoport                                                                     | Bajnoki helyezés alapján részt vevő csapatok           | Bajnoki helyezés alapján részt vevő csapatok                    |
| Kiemelt                                                                   | Nem kiemelt                                                           | Kiemelt                                                                        | Nem kiemelt                                                                    | Kiemelt                                                | Nem kiemelt                                                     |
| ------------------------------------------------------------------------- | --------------------------------------------------------------------- | ------------------------------------------------------------------------------ | ------------------------------------------------------------------------------ | ------------------------------------------------------ | --------------------------------------------------------------- |
| FC Basel Steaua București (T) Celtic (T) Milsami Orhei (T) Asztana FK (T) | Lech Poznań (T) Partizan (T) Qarabağ (T) HJK (T) Skënderbeu Korçë (T) | Red Bull Salzburg Viktoria Plzeň APÓEL (T) BATE Bariszav (T) Dinamo Zagreb (T) | Makkabi Tel-Aviv (T) Malmö FF (T) Molde FK (T) FC Midtjylland (T) Videoton (T) | Sahtar Doneck Ajax CSZKA Moszkva Club Brugge AS Monaco | Young Boys Sparta Praha Fenerbahçe SK Panathinaikósz Rapid Wien |

Jegyzetek
- T: A 2. selejtezőkörből továbbjutott csapat, a sorsoláskor nem volt ismert.
- A dőlt betűvel írt csapatok a 2. selejtezőkörben egy magasabb együtthatóval rendelkező csapat ellen győztek, és az ellenfél együtthatóját hozták magukkal.

### 3. selejtezőkör, párosítások
Az első mérkőzéseket július 28-án és 29-én, a visszavágókat augusztus 4-én és 5-én játszották.
| 1. csapat         | Össz.Tooltip Aggregate score | 2. csapat        | 1. mérk. | 2. mérk. |
| ----------------- | ---------------------------- | ---------------- | -------- | -------- |
| Bajnoki ág        |                              |                  |          |          |
| Lech Poznań       | 1–4                          | FC Basel         | 1–3      | 0–1      |
| Milsami Orhei     | 0–4                          | Skënderbeu Korçë | 0–2      | 0–2      |
| HJK               | 3–4                          | Asztana FK       | 0–0      | 3–4      |
| Celtic            | 1–0                          | Qarabağ          | 1–0      | 0–0      |
| Steaua București  | 3–5                          | Partizan         | 1–1      | 2–4      |
| FC Midtjylland    | 2–2 (i.g.)                   | APÓEL            | 1–2      | 1–0      |
| Makkabi Tel-Aviv  | 3–2                          | Viktoria Plzeň   | 1–2      | 2–0      |
| Dinamo Zagreb     | 4–4 (i.g.)                   | Molde FK         | 1–1      | 3–3      |
| Videoton          | 1–2                          | BATE Bariszav    | 1–1      | 0–1      |
| Red Bull Salzburg | 2–3                          | Malmö FF         | 2–0      | 0–3      |
| Nem bajnoki ág    |                              |                  |          |          |
| Panathinaikósz    | 2–4                          | Club Brugge      | 2–1      | 0–3      |
| Young Boys        | 1–7                          | AS Monaco        | 1–3      | 0–4      |
| CSZKA Moszkva     | 4–3                          | Sparta Praha     | 2–2      | 3–2      |
| Rapid Wien        | 5–4                          | Ajax             | 2–2      | 3–2      |
| Fenerbahçe SK     | 0–3                          | Sahtar Doneck    | 0–0      | 0–3      |

### 3. selejtezőkör, 1. mérkőzések
| 2015. július 28. 18:15 |

| CSZKA Moszkva         | 2–2               | Sparta Praha         |
| --------------------- | ----------------- | -------------------- |
| Dzagoev 14' Tošić 53' | (1–1) Jegyzőkönyv | Fatai 15' Krejčí 57' |

| Arena Khimki, Khimki Játékvezető: Javier Estrada Fernández (spanyol) |

| 2015. július 28. 19:00 |

| Milsami Orhei | 0–2               | Skënderbeu Korçë          |
| ------------- | ----------------- | ------------------------- |
|               | (0–0) Jegyzőkönyv | Salihi 49' 73' (11-esből) |

| Zimbru Stadion, Chișinău Játékvezető: Hüseyin Göçek (török) |

| 2015. július 28. 19:00 |

| FC Midtjylland | 1–2               | APÓEL                              |
| -------------- | ----------------- | ---------------------------------- |
| Poulsen 88'    | (0–2) Jegyzőkönyv | Hansen 30' (öngól) De Vincenti 33' |

| MCH Arena, Herning Játékvezető: Slavko Vinčić (szlovén) |

| 2015. július 28. 19:30 |

| Makkabi Tel-Aviv | 1–2               | Viktoria Plzeň              |
| ---------------- | ----------------- | --------------------------- |
| Yitzhaki 79'     | (0–2) Jegyzőkönyv | Mahmutović 17' Petržela 21' |

| Bloomfield Stadium, Tel-Aviv Játékvezető: Aleksei Kulbakov (fehérorosz) |

| 2015. július 28. 20:00 |

| Panathinaikósz                  | 2–1               | Club Brugge          |
| ------------------------------- | ----------------- | -------------------- |
| Berg 37' Karelis 65' (11-esből) | (1–1) Jegyzőkönyv | Bolingoli-Mbombo 10' |

| Apostolos Nikolaidis Stadium, Athén Játékvezető: Vladislav Bezborodov (orosz) |

| 2015. július 28. 20:00 |

| Fenerbahçe SK | 0–0         | Sahtar Doneck |
| ------------- | ----------- | ------------- |
|               | Jegyzőkönyv |               |

| Şükrü Saracoğlu Stadion, Isztambul Játékvezető: Jorge Sousa (portugál) |

| 2015. július 28. 20:15 |

| Young Boys  | 1–3               | AS Monaco                            |
| ----------- | ----------------- | ------------------------------------ |
| Nuzzolo 74' | (0–0) Jegyzőkönyv | Kurzawa 64' Carrillo 72' Pašalić 75' |

| Stade de Suisse, Bern Játékvezető: Matej Jug (szlovén) |

| 2015. július 28. 20:30 |

| Videoton     | 1–1               | BATE Bariszav |
| ------------ | ----------------- | ------------- |
| Vinícius 89' | (0–0) Jegyzőkönyv | Karnitsky 56' |

| Sóstói stadion, Székesfehérvár Játékvezető: Alekszandar Sztavrev (macedón) |

| 2015. július 28. 21:00 |

| Dinamo Zagreb | 1–1               | Molde FK   |
| ------------- | ----------------- | ---------- |
| Henríquez 18' | (1–1) Jegyzőkönyv | Kamara 21' |

| Maksimir Stadion, Zágráb Játékvezető: Serge Gumienny (belga) |

| 2015. július 29. 18:00 |

| HJK | 0–0         | Asztana FK |
| --- | ----------- | ---------- |
|     | Jegyzőkönyv |            |

| Sonera Stadium, Helsinki Játékvezető: Alexandru Tudor (román) |

| 2015. július 29. 19:00 |

| Red Bull Salzburg                    | 2–0               | Malmö FF |
| ------------------------------------ | ----------------- | -------- |
| Ulmer 51' Hinteregger 89' (11-esből) | (0–0) Jegyzőkönyv |          |

| Red Bull Arena, Wals-Siezenheim Játékvezető: Luca Banti (olasz) |

| 2015. július 29. 20:30 |

| Steaua București | 1–1               | Partizan      |
| ---------------- | ----------------- | ------------- |
| Varela 81'       | (0–0) Jegyzőkönyv | Vulićević 62' |

| Arena Națională, Bukarest Játékvezető: Kevin Blom (holland) |

| 2015. július 29. 20:45 |

| Lech Poznań  | 1–3               | FC Basel                       |
| ------------ | ----------------- | ------------------------------ |
| Thomalla 36' | (1–1) Jegyzőkönyv | Lang 34' Janko 77' Callà 90+2' |

| INEA Stadion, Poznań Játékvezető: Anthony Taylor |

| 2015. július 29. 20:45 |

| Celtic     | 1–0               | Qarabağ |
| ---------- | ----------------- | ------- |
| Boyata 82' | (0–0) Jegyzőkönyv |         |

| Celtic Park, Glasgow Játékvezető: Robert Schörgenhofer (osztrák) |

| 2015. július 29. 21:05 |

| Rapid Wien          | 2–2               | Ajax             |
| ------------------- | ----------------- | ---------------- |
| Kainz 48' Berić 76' | (0–2) Jegyzőkönyv | Klaassen 25' 43' |

| Ernst-Happel-Stadion, Bécs Játékvezető: Willie Collum (skót) |

### 3. selejtezőkör, 2. mérkőzések
| 2015. augusztus 4. 19:00 |

| APÓEL | 0–1               | FC Midtjylland |
| ----- | ----------------- | -------------- |
|       | (0–1) Jegyzőkönyv | Sviatchenko 3' |

| GSZP Stadion, Nicosia Játékvezető: Bobby Madden (skót) |

| 2015. augusztus 4. 19:00 |

| Molde FK                                          | 3–3               | Dinamo Zagreb               |
| ------------------------------------------------- | ----------------- | --------------------------- |
| Hussain 43' Elyounoussi 52' (11-esből) Kamara 75' | (1–3) Jegyzőkönyv | Pjaca 17' Ademi 20' Rog 22' |

| Aker Stadion, Molde Játékvezető: Michael Oliver (angol) |

| 2015. augusztus 4. 20:15 |

| Ajax                 | 2–3               | Rapid Wien               |
| -------------------- | ----------------- | ------------------------ |
| Milik 52' Gudelj 75' | (0–2) Jegyzőkönyv | Berić 12' Schaub 39' 77' |

| Amsterdam ArenA, Amszterdam Játékvezető: Ivan Kružliak (szlovák) |

| 2015. augusztus 4. 20:45 |

| AS Monaco                                             | 4–0               | Young Boys |
| ----------------------------------------------------- | ----------------- | ---------- |
| Cavaleiro 54' Kurzawa 64' Martial 70' El Shaarawy 77' | (0–0) Jegyzőkönyv |            |

| II. Lajos Stadion, Monaco Játékvezető: Danny Makkelie (holland) |

| 2015. augusztus 5. 16:00 |

| Asztana FK                                                  | 4–3               | HJK                                      |
| ----------------------------------------------------------- | ----------------- | ---------------------------------------- |
| Twumasi 44' Cañas 47' (11-esből) Shomko 56' Postnikov 90+3' | (1–2) Jegyzőkönyv | Jallow 4' Baah 42' Zeneli 86' (11-esből) |

| Asztana Arena, Asztana Játékvezető: Alon Yefet (izraeli) |

| 2015. augusztus 5. 18:30 |

| Qarabağ | 0–0         | Celtic |
| ------- | ----------- | ------ |
|         | Jegyzőkönyv |        |

| Tofiq Bahramov Stadium, Baku Játékvezető: Martin Strömbergsson (svéd) |

| 2015. augusztus 5. 18:45 |

| Sparta Praha        | 2–3               | CSZKA Moszkva            |
| ------------------- | ----------------- | ------------------------ |
| Krejčí 6' Fatai 16' | (2–1) Jegyzőkönyv | Musa 34' 51' Dzagoev 76' |

| Generali Arena, Prága Játékvezető: Paolo Mazzoleni (olasz) |

| 2015. augusztus 5. 19:30 |

| BATE Bariszav  | 1–0               | Videoton |
| -------------- | ----------------- | -------- |
| Yablonskiy 82' | (0–0) Jegyzőkönyv |          |

| Borisov Arena, Bariszav Játékvezető: Kenn Hansen (dán) |

| 2015. augusztus 5. 20:15 |

| FC Basel        | 1–0               | Lech Poznań |
| --------------- | ----------------- | ----------- |
| Bjarnason 90+1' | (0–0) Jegyzőkönyv |             |

| St. Jakob-Park, Bázel Játékvezető: Ruddy Buquet (francia) |

| 2015. augusztus 5. 20:20 |

| Partizan                                             | 4–2               | Steaua București       |
| ---------------------------------------------------- | ----------------- | ---------------------- |
| Babović 8' Jevtović 60' A. Živković 69' Trujić 90+1' | (1–2) Jegyzőkönyv | Muniru 11' Hamroun 33' |

| Partizan Stadion, Belgrád Játékvezető: Vad István (magyar) |

| 2015. augusztus 5. 20:30 |

| Malmö FF                          | 3–0               | Red Bull Salzburg |
| --------------------------------- | ----------------- | ----------------- |
| Đurđić 7' Rosenberg 14' Rodić 42' | (3–0) Jegyzőkönyv |                   |

| Swedbank Stadion, Malmö Játékvezető: Michael Koukoulakis (görög) |

| 2015. augusztus 5. 20:30 |

| Club Brugge                      | 3–0               | Panathinaikósz |
| -------------------------------- | ----------------- | -------------- |
| Cools 53' Vázquez 58' Oulare 82' | (0–0) Jegyzőkönyv |                |

| Jan Breydel Stadium, Bruges Játékvezető: Stefan Johannesson (svéd) |

| 2015. augusztus 5. 20:45 |

| Skënderbeu Korçë      | 2–0               | Milsami Orhei |
| --------------------- | ----------------- | ------------- |
| Salihi 16' Progni 55' | (1–0) Jegyzőkönyv |               |

| Elbasan Aréna, Elbasan Játékvezető: Artur Soares Dias (portugál) |

| 2015. augusztus 5. 20:45 |

| Viktoria Plzeň | 0–2               | Makkabi Tel-Aviv          |
| -------------- | ----------------- | ------------------------- |
|                | (0–0) Jegyzőkönyv | Zahavi 75' (11-esből) 83' |

| Doosan Arena, Plzeň Játékvezető: Yevhen Aranovskiy (ukrán) |

| 2015. augusztus 5. 20:45 |

| Sahtar Doneck                                | 3–0               | Fenerbahçe SK |
| -------------------------------------------- | ----------------- | ------------- |
| Hladkyi 25' Srna 65' (11-esből) Teixeira 68' | (1–0) Jegyzőkönyv |               |

| Arena Lviv, Lviv Játékvezető: Felix Zwayer (német) |

## Rájátszás
A harmadik selejtezőkörhöz hasonlóan a rájátszás is két ágon zajlott. A párosítások továbbjutói a bajnokok-ligája csoportkörébe jutottak, míg a vesztes csapatok a 2015–2016-os Európa-liga csoportkörében folytatták.
| Bajnokcsapatok                                    | Bajnokcsapatok                                                 | Bajnoki helyezés alapján részt vevő csapatok                             | Bajnoki helyezés alapján részt vevő csapatok         |
| Kiemelt                                           | Nem kiemelt                                                    | Kiemelt                                                                  | Nem kiemelt                                          |
| ------------------------------------------------- | -------------------------------------------------------------- | ------------------------------------------------------------------------ | ---------------------------------------------------- |
| FC Basel Celtic APÓEL BATE Bariszav Dinamo Zagreb | Makkabi Tel-Aviv Partizan Malmö FF Skënderbeu Korçë Asztana FK | Manchester United Valencia CF Bayer Leverkusen Sahtar Doneck Sporting CP | CSZKA Moszkva Lazio Club Brugge AS Monaco Rapid Wien |

### Rájátszás, párosítások
Az első mérkőzéseket augusztus 18-án és 19-én, a visszavágókat augusztus 25-én és 26-án játszották.
| 1. csapat         | Össz.Tooltip Aggregate score | 2. csapat        | 1. mérk. | 2. mérk. |
| ----------------- | ---------------------------- | ---------------- | -------- | -------- |
| Bajnoki ág        |                              |                  |          |          |
| Asztana FK        | 2–1                          | APÓEL            | 1–0      | 1–1      |
| Skënderbeu Korçë  | 2–6                          | Dinamo Zagreb    | 1–2      | 1–4      |
| Celtic            | 3–4                          | Malmö FF         | 3–2      | 0–2      |
| FC Basel          | 3–3 (i.g.)                   | Makkabi Tel-Aviv | 2–2      | 1–1      |
| BATE Bariszav     | 2–2 (i.g.)                   | Partizan         | 1–0      | 1–2      |
| Nem bajnoki ág    |                              |                  |          |          |
| Lazio             | 1–3                          | Bayer Leverkusen | 1–0      | 0–3      |
| Manchester United | 7–1                          | Club Brugge      | 3–1      | 4–0      |
| Sporting CP       | 3–4                          | CSZKA Moszkva    | 2–1      | 1–3      |
| Rapid Wien        | 2–3                          | Sahtar Doneck    | 0–1      | 2–2      |
| Valencia CF       | 4–3                          | AS Monaco        | 3–1      | 1–2      |

### Rájátszás, 1. mérkőzések
| 2015. augusztus 18. 18:00 |

| Asztana FK     | 1–0               | APÓEL |
| -------------- | ----------------- | ----- |
| Dzholchiev 14' | (1–0) Jegyzőkönyv |       |

| Asztana Arena, Asztana Játékvezető: Kassai Viktor (magyar) |

| 2015. augusztus 18. 20:45 |

| BATE Bariszav  | 1–0               | Partizan |
| -------------- | ----------------- | -------- |
| Gordeichuk 75' | (0–0) Jegyzőkönyv |          |

| Borisov Arena, Bariszav Játékvezető: Craig Thomson |

| 2015. augusztus 18. 20:45 |

| Lazio     | 1–0               | Bayer Leverkusen |
| --------- | ----------------- | ---------------- |
| Keita 77' | (0–0) Jegyzőkönyv |                  |

| Olimpiai Stadion, Róma Játékvezető: Jonas Eriksson |

| 2015. augusztus 18. 20:45 |

| Manchester United            | 3–1               | Club Brugge        |
| ---------------------------- | ----------------- | ------------------ |
| Depay 13' 43' Fellaini 90+4' | (2–1) Jegyzőkönyv | Carrick 8' (öngól) |

| Old Trafford, Manchester Játékvezető: Deniz Aytekin (német) |

| 2015. augusztus 18. 20:45 |

| Sporting CP               | 2–1               | CSZKA Moszkva |
| ------------------------- | ----------------- | ------------- |
| Gutiérrez 12' Slimani 82' | (1–1) Jegyzőkönyv | Doumbia 40'   |

| Estádio José Alvalade, Lisszabon Játékvezető: Cüneyt Çakır (török) |

| 2015. augusztus 19. 20:45 |

| Skënderbeu Korçë | 1–2               | Dinamo Zagreb             |
| ---------------- | ----------------- | ------------------------- |
| Shkëmbi 37'      | (1–0) Jegyzőkönyv | Soudani 66' Pivarić 90+3' |

| Elbasan Aréna, Elbasan Játékvezető: Szergej Karaszjov (orosz) |

| 2015. augusztus 19. 20:45 |

| Celtic                      | 3–2               | Malmö FF         |
| --------------------------- | ----------------- | ---------------- |
| Griffiths 3' 61' Bitton 10' | (2–0) Jegyzőkönyv | Berget 52' 90+5' |

| Celtic Park, Glasgow Játékvezető: Felix Brych (német) |

| 2015. augusztus 19. 20:45 |

| FC Basel                          | 2–2               | Makkabi Tel-Aviv |
| --------------------------------- | ----------------- | ---------------- |
| Delgado 39' (11-esből) Embolo 88' | (1–1) Jegyzőkönyv | Zahavi 31' 90+6' |

| St. Jakob-Park, Bázel Játékvezető: Willie Collum (skót) |

| 2015. augusztus 19. 20:45 |

| Rapid Wien | 0–1               | Sahtar Doneck |
| ---------- | ----------------- | ------------- |
|            | (0–1) Jegyzőkönyv | Marlos 44'    |

| Ernst-Happel-Stadion, Bécs Játékvezető: Björn Kuipers (holland) |

| 2015. augusztus 19. 20:45 |

| Valencia CF                        | 3–1               | AS Monaco   |
| ---------------------------------- | ----------------- | ----------- |
| Rodrigo 4' Parejo 59' Feghouli 86' | (1–0) Jegyzőkönyv | Pašalić 49' |

| Estadio Mestalla, Valencia Játékvezető: Mark Clattenburg (angol) |

### Rájátszás, 2. mérkőzések
| 2015. augusztus 25. 20:45 |

| Dinamo Zagreb                         | 4–1               | Skënderbeu Korçë |
| ------------------------------------- | ----------------- | ---------------- |
| Soudani 9' 80' Hodžić 15' Taravel 55' | (2–1) Jegyzőkönyv | Esquerdinha 10'  |

| Maksimir Stadion, Zágráb Játékvezető: Clément Turpin (francia) |

| 2015. augusztus 25. 20:45 |

| Malmö FF                         | 2–0               | Celtic |
| -------------------------------- | ----------------- | ------ |
| Rosenberg 23' Boyata 54' (öngól) | (1–0) Jegyzőkönyv |        |

| Swedbank Stadion, Malmö Játékvezető: Milorad Mažić (szerb) |

| 2015. augusztus 25. 20:45 |

| Makkabi Tel-Aviv | 1–1               | FC Basel  |
| ---------------- | ----------------- | --------- |
| Zahavi 24'       | (1–1) Jegyzőkönyv | Zuffi 11' |

| Bloomfield Stadion, Tel-Aviv Játékvezető: Damir Skomina (szlovén) |

| 2015. augusztus 25. 20:45 |

| Sahtar Doneck          | 2–2               | Rapid Wien             |
| ---------------------- | ----------------- | ---------------------- |
| Marlos 10' Hladkyy 27' | (2–2) Jegyzőkönyv | Schaub 13' Hofmann 22' |

| Arena Lviv, Lviv Játékvezető: Szymon Marciniak (lengyel) |

| 2015. augusztus 25. 20:45 |

| AS Monaco              | 2–1               | Valencia CF |
| ---------------------- | ----------------- | ----------- |
| Raggi 17' Elderson 75' | (1–1) Jegyzőkönyv | Negredo 4'  |

| II. Lajos Stadion, Monaco Játékvezető: Nicola Rizzoli (olasz) |

| 2015. augusztus 26. 20:45 |

| APÓEL      | 1–1               | Asztana FK     |
| ---------- | ----------------- | -------------- |
| Štilić 60' | (0–0) Jegyzőkönyv | Maksimović 84' |

| GSZP Stadion, Nicosia Játékvezető: Martin Atkinson (angol) |

| 2015. augusztus 26. 20:45 |

| Partizan                               | 2–1               | BATE Bariszav |
| -------------------------------------- | ----------------- | ------------- |
| Zhavnerchik 74' (öngól) Šaponjić 90+3' | (0–1) Jegyzőkönyv | Stasevich 25' |

| Partizan Stadion, Belgrád Játékvezető: Svein Oddvar Moen (norvég) |

| 2015. augusztus 26. 20:45 |

| Bayer Leverkusen                         | 3–0               | Lazio |
| ---------------------------------------- | ----------------- | ----- |
| Çalhanoğlu 40' Mehmedi 48' Bellarabi 88' | (1–0) Jegyzőkönyv |       |

| BayArena, Leverkusen Játékvezető: Carlos Velasco Carballo (spanyol) |

| 2015. augusztus 26. 20:45 |

| Club Brugge | 0–4               | Manchester United              |
| ----------- | ----------------- | ------------------------------ |
|             | (0–1) Jegyzőkönyv | Rooney 20' 49' 57' Herrera 63' |

| Jan Breydel Stadium, Bruges Játékvezető: Antonio Mateu Lahoz (spanyol) |

| 2015. augusztus 26. 20:45 |

| CSZKA Moszkva            | 3–1               | Sporting CP   |
| ------------------------ | ----------------- | ------------- |
| Doumbia 49' 72' Musa 85' | (0–1) Jegyzőkönyv | Gutiérrez 36' |

| Arena Khimki, Khimki Játékvezető: Pavel Královec (cseh) |